# 桂园街道 (深圳市)
桂园街道，是中华人民共和国广东省深圳市罗湖区下辖的一个乡镇级行政单位。

## 行政区划
桂园街道下辖以下地区：
大塘龙社区、桂木园社区、人民桥社区、红岭社区、红南社区、红村社区、滨苑社区、鹿丹村社区、老围社区、松园社区、洪围社区和新围社区。

## 交通
- 深圳地鐵3號線：紅岭站